# The Impostor (film, 1913)
Pour les articles homonymes, voir The Impostor.
Pour plus de détails, voir Fiche technique et Distribution.
The Impostor est un film muet américain réalisé par Burton L. King et sorti en 1913.

## Fiche technique
- Titre : The Impostor
- Réalisation : Burton L. King
- Scénario : William H. Clifford
- Producteur : Thomas H. Ince
- Société de production : Broncho Film Company
- Société de distribution : Mutual Film
- Pays de production :  États-Unis
- Langue : Anglais
- Format : Noir et blanc — 35 mm — 1,33:1 — Muet
- Genre : Film dramatique
- Durée :
- Date de sortie : 
  - États-Unis : 12 novembre 1913

## Distribution
- Robyn Adair : Jim aka John Calhoun
- Louise Glaum : Betty